# Rough
| Професионални рејтинг | Професионални рејтинг |
| Резултати             | Резултати             |
| Извор                 | Рејтинг               |
| --------------------- | --------------------- |
| AllMusic              | [ 1 ]                 |

Rough је трећи студијски албум америчке певачице Тине Тарнер, објављен 1978. године за издавачку кућу EMI у Великој Британији, и за издавачку кућу United Artists у САД. То је први албум снимљен без икаквог учешћа Тининог бившег супруга Ајка Тарнера. Након развода, артистка је остала практично без средстава за опстанак, а последњи новац је потрошен на издавање плоче. Међутим, албум се продавао без посебног успеха.

## Списак пјесама
| №  | Назив                        | Аутор(и)                              | Трајање |  |
| 1. | Fruits of the Night          | Pete Bellotte, Edo Zanki, Vilko Zanki | 4:05    |  |
| 2. | The Bitch Is Back            | Elton John, Bernie Taupin             | 3:30    |  |
| 3. | The Woman I'm Supposed to Be | Cliff Wade                            | 3:10    |  |
| 4. | Viva La Money                | Allen Toussaint                       | 3:14    |  |
| 5. | Funny How Time Slips Away    | Willie Nelson                         | 4:08    |  |
| 6. | Earthquake & Hurricane       | Willie Dixon                          | 2:30    |  |

| №   | Назив                                   | Аутор(и)                 | Трајање |  |
| 7.  | Root, Toot Undisputable Rock 'n' Roller | Gary Jackson             | 4:29    |  |
| 8.  | Fire Down Below                         | Bob Seger                | 3:13    |  |
| 9.  | Sometimes When We Touch                 | Dan Hill, Barry Mann     | 3:54    |  |
| 10. | A Woman in a Man's World                | Hal David, Archie Jordan | 2:41    |  |
| 11. | Night Time Is the Right Time            | Leroy Carr               | 6:21    |  |